# WNBA Sixth Woman of the Year Award
Le Trophée de la meilleure sixième femme de la WNBA ou Women’s National Basketball Association’s Sixth Player of the Year Award est une distinction annuelle de la Women's National Basketball Association créée en 2007 pour récompenser la meilleure joueuse ne débutant pas les rencontres, mais ayant apporté une contribution significative à l’équipe. Sont éligibles les joueuses ayant entamé la rencontre plus de fois du banc que dans le cinq de départ. Le prix a été intitulé « Sixth Woman of the Year » tout au long de la saison 2020. Le mot « Woman » a été remplacé par « Player » en 2021.
La gagnante est choisie par jury de journalistes sportifs américains, qui choisissent chacun trois joueuses, la première obtenant cinq points, la deuxième trois points et la troisième un point, la joueuse ayant le plus de points remportant le titre sans égard pour le nombre de première place. Sont éligibles les joueuses ayant plus de fois sorti de banc que démarré la rencontre.
DeWanna Bonner a remporté ce titre trois fois consécutivement.

## Palmarès

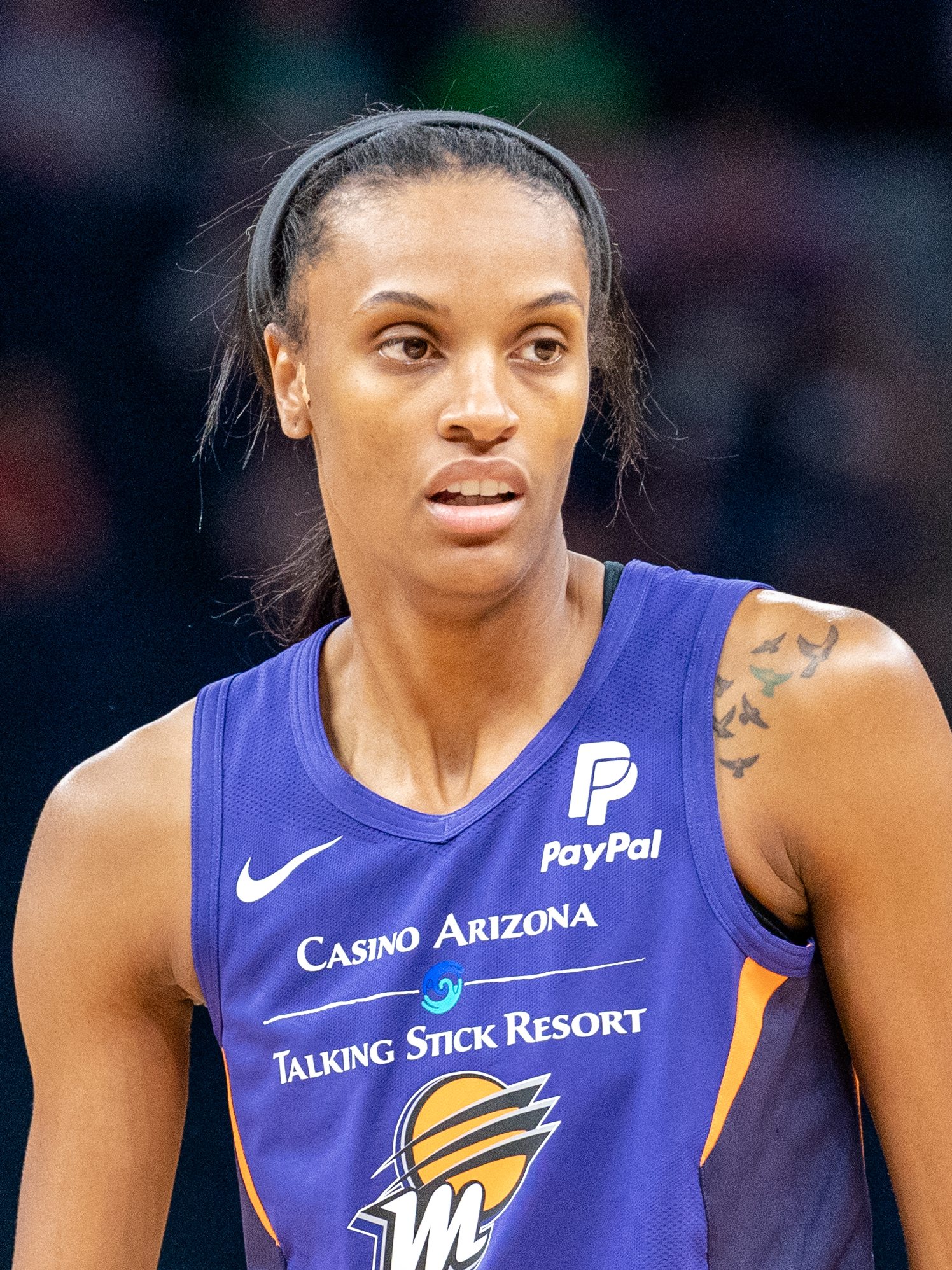
Dewanna Bonner a remporté le Sixth Woman of the Year Award à trois reprises.

|             | Introduit aux Basketball Hall of Fame                                               |
|             | Introduit aux Women's Basketball Hall of Fame                                       |
|             | Introduit aux Basketball Hall of Fame et aux Women's Basketball Hall of Fame        |
|             | Joueuse étant toujours en activité à la WNBA                                        |
|             | Joueuse ayant gagné le championnat cette année.                                     |
| Joueuse (X) | Indique le nombre de fois où la joueuse avait été nommé MVP à ce moment-là          |
| Équipe (X)  | Indique le nombre de fois qu'une joueuse de cette équipe avait gagné à ce moment-là |

| Saison | Joueur             | Position | Équipe                 |
| ------ | ------------------ | -------- | ---------------------- |
| 2007   | Plenette Pierson   | Ailière  | Shock de Détroit       |
| 2008   | Candice Wiggins    | Arrière  | Lynx du Minnesota      |
| 2009   | DeWanna Bonner     | Ailière  | Mercury de Phoenix     |
| 2010   | DeWanna Bonner (2) | Ailière  | Mercury de Phoenix (2) |
| 2011   | DeWanna Bonner (3) | Ailière  | Mercury de Phoenix (3) |
| 2012   | Renee Montgomery   | Arrière  | Sun du Connecticut     |
| 2013   | Riquna Williams    | Arrière  | Shock de Tulsa (2)     |
| 2014   | Allie Quigley      | Arrière  | Sky de Chicago         |
| 2015   | Allie Quigley (2)  | Arrière  | Sky de Chicago (2)     |
| 2016   | Jantel Lavender    | Pivot    | Sparks de Los Angeles  |
| 2017   | Sugar Rodgers      | Arrière  | Liberty de New York    |
| 2018   | Jonquel Jones      | Pivot    | Sun du Connecticut (2) |
| 2019   | Dearica Hamby      | Ailière  | Aces de Las Vegas      |
| 2020   | Dearica Hamby (2)  | Ailière  | Aces de Las Vegas (2)  |
| 2021   | Kelsey Plum        | Arrière  | Aces de Las Vegas (3)  |
| 2022   | Brionna Jones      | Pivot    | Sun du Connecticut (3) |
| 2023   | Alysha Clark       | Ailière  | Aces de Las Vegas (4)  |
| 2024   | - Tiffany Hayes    | Arrière  | Aces de Las Vegas (5)  |